# 坂本卓
坂本 卓（さかもと たかし、1929年8月18日 - 2024年6月29日）は、日本の経営者。新日鉱ホールディングス会長を務めた。東京都出身。

## 経歴
1953年に東京大学理学部鉱物学科を卒業し、同年に日本鉱業に入社。1981年6月に取締役に就任し、常務、専務を経て、1992年6月に副社長に就任し、同年12月には取締役に降格。1992年6月に日鉱金属副社長にも就任し、1996年6月には社長に昇格し、2002年4月に会長に就任し、同年9月には相談役と新日鉱ホールディングス会長に就任し、翌年6月には相談役に専任。2006年6月から特別顧問を務めた。
1996年11月に藍綬褒章を受章。
2024年6月29日、肺炎のため死去。94歳没。